# Funeral hitita
El funeral hitita era un conjunt de rituals que celebrava el poble hitita i que dedicava als morts. Formaven part dels funerals les cerimònies i pregàries en honor dels difunts i altres cerimònies que es realitzaven per congraciar-se amb els déus.
Els hitites pensaven que les coses a les que no trobaven explicació tenien un component màgic i religiós. Això va conduir a una interdependència entre els humans i els déus on els homes, com a servidors de la divinitat es preocupaven de mantenir una actitud piadosa i que no faltessin les ofrenes i sacrificis pels déus que els protegien. Els hitites creien que la mort no era el final del camí sinó l'inici d'una nova vida. Cal assenyalar que tenien una esperança de vida molt curta, la mortalitat infantil era molt elevada i les epidèmies, malalties, mala alimentació, repercutien en la població. Per aquest motiu les creences sobre la mort i el Més enllà eren un aspecte fonamental en la seva creença en un trànsit a un altre estadi diferent d'existència.
Com altres cultures del pròxim orient, els hitites tenien una visió pessimista de l'altra vida. Els pocs textos conservats sobre el més enllà el descriuen com un lloc subterrani, sense sol, al que s'hi podia arribar baixant per forats i pous oberts a la superfície. Un dels textos diu que per beure només hi havia aigua podrida i fang per menjar. No es reconeixien les persones del voltant encara que fossin parents. inclosos els pares i els germans entre ells.

## Context històric
La civilització hitita es pot situar cronològicament al segon mil·lenni a.C entre els segles XVII aC i XIII aC. Ocupaven l'antiga Anatòlia i el cor de l'imperi estava situat al voltant del principal riu de Turquia, el Kizil Irmak, conegut com a Marassanta. El seu territori s'anomenava País d'Hatti situat a l'Anatòlia central. Es creu que la població predominant a la regió al mil·lenni anterior era un grup indígena pre-indoeuropeu conegut com els hattians.

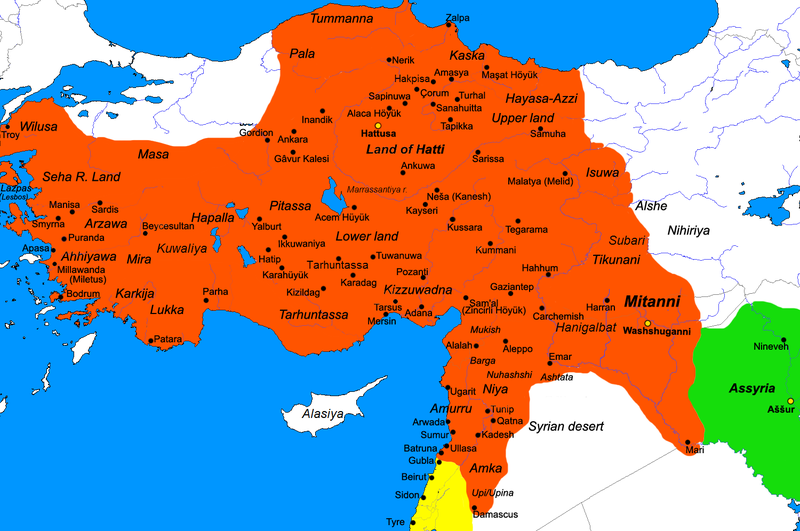
Mapa del Pròxim Orient

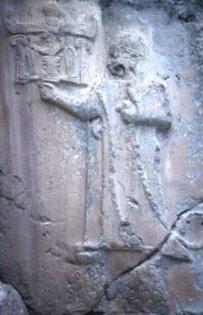
Relleu de Tudhaliya IV

La península d'Anatòlia limita al nord amb el mar Negre, el mar Mediterrani al sud, el mar Egeu a l'oest, i la resta del continent asiàtic a l'est. Entre les muntanyes que tanquen el Pont Euxí i l'arc del Taure al sud, s'estén un ampli altiplà d'una altura mitjana de 800 m. El mar Negre està separat de l'altiplà per tres serralades paral·leles, que aconsegueixen altures superiors als 3.000 m. Dos rius, el Halys-Kizil Irmak i el Lykos-Yesil Irmak, s'obren camí a través de la plana, a través d'estretes valls rocoses.
A la mort de Tudhalias IV (1227-1209 aC) el va succeir el seu fill Arnuwandas III (1209-1207 aC) que va morir només un any després. No va deixar descendència directa i el va succeir el seu germà Subiluliuma II (1207 aC). Se sap que aquell període va ser molt convuls, el país estava desunit i no podia presentar batalla contra els enemics externs. Es van adjuntar diferents conflictes a l'exterior i amenaces a les rutes de subministrament del Mediterrani oriental i Subiluliuma va emprendre les úniques batalles navals registrades en les que es van implicar els hitites en les costes d'Alasiya. El col·lapse final del regne hitita ha estat associat als massius moviments de gent dels anomenats Pobles del mar que van escombrar la Península Balcànica i van creuar el Mediterrani oriental fins a les costes d'Egipte en els primers anys del s. XII aC.

## Pràctiques funeràries hitites i els seus rituals
Com en la majoria de les cultures, entre els hitites les celebracions fúnebres i el dol incloïen una sèrie de processos rituals (ofrenes, libacions, sacrificis, processons, banquets, etc.), normalment amb una duració d'unes dues setmanes des de la defunció. En les tombes trobades de gent modesta, que corresponen a les primeres èpoques de la història hitita, s'ha vist que els cadàvers es podien cremar o inhumar. Les cendres dels cadàvers cremats es guardaven en gerres de ceràmica i s'excavaven sepulcres pels que volien la inhumació. Al costat de les restes es dipositaven ofrenes senzilles en petits recipients, on s'hi posaven ossos d'animals, d'ovelles, porcs, gossos i en ocasions cavalls i ases. Potser eren ofrenes dels sacrificis rituals celebrats pel difunt o potser eren animals que acompanyaven al difunt a l'altra vida. Si era així, l'altre món no era un lloc tan espantós com ens descriuen els textos trobats. Els enterraments combinaven pràctiques màgiques i ritus oficials on el protagonista era el difunt.
Una de les celebracions que més ha cridat l'atenció als investigadors ha estat la dels funerals reials hitites. Es deia que "el monarca - o, en el seu cas, la reina - es convertia en divinitat" per indicar que havia mort. No es coneixen gaire bé els rituals de coronació i pujada al tron dels reis, però s'han trobat descripcions força detallades de les cerimònies d'enterrament dedicades a un rei o a una reina. Com és habitual en aquests textos, els rituals s'havien de fer seguint escrupolosament els detalls que s'indicaven, per assegurar un procés lliure d'errors i garantir que el difunt pogués passar fàcilment d'aquest món a l'altre.

### Cerimònies fúnebres reials
A l'enterrament d'un personatge reial es poden considerar dues fases. La primera era una fase de transició fins que el sobirà mort aconseguia arribar al Més enllà. La segona fase durava fins que el nou sobirà hagués ocupat el tron, restaurant així l'equilibri en el poder. En gairebé totes les civilitzacions, la mort de l'individu s'interpretava com un desordre dins del grup al que pertanyia. Era un període de transició i d'alliberament, i també un canvi d'existència. Per tant, la majoria de les cerimònies buscaven la tornada de l'ordre entre les diferents esferes. El rei ocupava la posició central en aquestes cerimònies.
Al difunt se l'acompanyava durant els rituals amb cants, música, i diverses recitacions i lamentacions amb motiu del dol. Aquestes lamentacions les feien una espècie de "ploramorts", conegudes com les dones taptara que participaven també en el tractament del cadàver durant els primers moments i portaven dol durant totes les cerimònies. Un dels actes més importants era la cremació del cadàver en una foguera funerària al final de la primera jornada - consumada ja al principi de la segona -. En aquest moment de la cerimònia es fan molt evidents les similituds amb el narrat per Homer en algun dels seus cants per als herois que descriu, com és el cas de Pàtrocle o Hèctor. El foc com ja hem vist es convertiria en l'element purificador i alliberador de l'ànima del mort, en aquest cas del rei o de qualsevol membre de la família reial. Cada una de les jornades en què se celebraven les cerimònies fúnebres sembla que estava dedicada a diferents activitats simbòliques, possiblement lligades a aspectes determinats de l'existència diària del difunt en el Més enllà.
El ritual durava catorze dies.
1. Començava el primer dia amb un avís solemne: “Si es comet un gran pecat a Hattusa, i el rei o la reina es converteixen en un déu...". En aquest moment els habitants d'Hattusa deixaven les seves feines i es lamentaven. Sacrificaven un bou i el deixaven als peus del cadàver. Mentre el matava, el que feia el sacrifici deia: "El que tu has arribat a ser, mira, així arribarà a ser aquest boví!, deixa que la teva ànima descendeixi a aquest boví!". A continuació portaven un recipient amb vi i feien una libació per la seva ànima. Després es trencava la copa. A mitjanit balancejaven un boc per sobre del mort amb la intenció de purificar-lo.
2. El segon dia: "S'oferia menjar al mort i també a la divinitat Solar de la Terra (Lelwani), a la divinitat Solar del Cel, i als ancestres. “Quan totes les divinitats estaven servides un coper feia la libació tres vegades pertot arreu amb un recipient que contenia cervesa. Al matí del tercer dia unes dones marxaven cap a la pira funerària per recollir els ossos del difunt i extingien el foc amb deu recipients de cervesa, deu de vi i deu recipients de beguda walhi. A continuació recollien els ossos amb un objecte de plata i ho dipositaven en un recipient de plata amb oli aromàtic, després els treien i els embolicaven amb un teixit anomenat kazzarnuli. Més tard els cobrien amb un llenç de lli i els dipositaven sobre una cadira presidencial d'una taula d'ofrenes preparada per un banquet. Al voltant de la pira funerària situaven dotze pans grossos i per sobre, un pa “gras”. Oferien de beure al difunt tres vegades i feien una libació en honor de la seva ànima. Després enmig de la pira dipositaven una figura humana, amb fruites, la pota dreta d'un be i llana d'ovella. Abocaven cervesa i també hi posaven pa. Un personatge anomenat "la Vella", que podria ser una de les dones sàvies que es dedicaven a la profecia i a la màgia, prenia una balança i dipositava en una banda plata, or i tota una varietat de pedres precioses. A l'altra banda hi posava excrements. La Vella repeteia tres vegades: “Ho portarà algú? qui ho portarà?” I la companya que tenia responia:“Els homes d'Hatti (i) els uruhhes (?) ho portaran”. "Que no ho portin!” deia la Vella. La seva companya responia: “Pren per a tu la [pla]ta (i) l'or!”. Ella contestava: “No el [to]maré para mi!”. La tercera vegada que ho repetia deia: “Com [vaig llaurar] per a mi a la dona isli (?)”! Llavors trencaven la balança i depositaven les restes davant de la divinitat Solar i començaven a cantar i a lamentar-se. Conduïen dos bous i "dues vegades nou ovelles" des del palau i consagraven un bou i nou ovelles, a la divinitat Solar de la Terra i consagraven l'altre bou i les nou ovelles restants a l'ànima del difunt. A continuació recollien els ossos i els traslladaven cap a la seva “Casa de Pedra” (hekur), el lloc del seu descans etern, on els posaven en un jaç, en un espai construït amb aquest propòsit a la cambra interior. Es recollien els ossos un altre cop, s'oferien més ofrenes, s'encenia un llum d'oli fi aromàtic i es matava un bou i una ovella per l'ànima del difunt. Es partien dos pans dolços i un pa takar(mu), que es col·locaven sobre la llar per l'ànima sagrada del difunt. Seguien les lamentacions i les libacions i cants en honor a les divinitats.
3. Entre el tercer i el sisè dia no s'ha conservat pràcticament mostres escrites de les celebracions.
4. Setè dia: Al matí, donaven aigua a la imatge del difunt i abocaven gota a gota oli fi aromàtic. Tornaven a sacrificar un bou engreixat i vuit ovelles per consagrar la imatge del difunt. També ofrenaven ovelles per a la divinitat Solar de la Terra, una ovella per als ancestres i un bou per l'ànima del mort. El fetge de la víctima l'oferien al difunt. Les dones portaven fora de la “Casa de Pedra” la imatge i cremaven el vestit cerimonial en un recipient amb un oli fi aromàtic. Mataven un bou i vuit ovelles, i trencaven un recipient de vi i un de cervesa. Les dones, en cercle, partien un pa acabat de coure i formatge davant de la imatge de la divinitat Solar i ho col·locaven sobre la taula de les ofrenes. "La Vella" ajuntava les cendres dels últims sacrificis i les portava on havien estat cremats uns caps de cavalls i un caps de bovins. Si el dia era propici, netejaven el terreny i anunciaven en veu alta: “Al banquet (fúnebre) principal!”. Es bevia en honor de la Deessa solar d'Arinna i es cantava mentre un coper prenia dos pans dolços de la taula, els tallava i els posava de nou a la taula de les ofrenes. Se seguia bevent, ara en honor de la divinitat protectora LAMMA. Seguien les lamentacions i aviat es guardava silenci.
5. Vuitè i novè dia: Seguien les ofrenes a les divinitats per part de “la Vella”. A més trencaven un recipient de vi i cremaven un boc. Les cendres les escampaven on havien cremat els caps de cavall i els caps de bous. “la Vella” posava gespa fresca segada sobre un pa i deia: “Ara, oh divinitat Solar, has fet legítim (aquest fragment de) prat! Que ningú l'arrabassi (i ningú es)! Que sobre aquesta prada pasturi(n) per ell bous i ovelles, cavalls (i) mules!”. Portaven la gespa on havien cremat els caps de cavall i els caps de bou, l'esmicolaven i la col·locaven vora el difunt, perquè tingués amb què alimentar les ofrenes d'animals que li havien fet. Després situaven asseguda la imatge del difunt sobre un carro i li donaven vi per beure i els assistents bevien en honor de la divinitat Solar. Cantaven acompanyats de l'“arpa gran d'Istar”. Els que tenien cura de l'estàtua deien: *Aha!, i baixaven la imatge del carro per posar-la en una “carpa cerimonial”, on l'asseien sobre un tron d'or. Si la imatge era d'una reina, la instal·laven en un tamboret d'or. I anunciaven en veu alta: “Al Banquet (fúnebre) principal del dia!” on s'oferia pa i vi. Més begudes en honor dels ancestres i en honor de l'ànima del difunt i les dones comencen a lamentar-se.
6. Desè i onzè dia: Es cremava de nou un útil agrícola i “la Vella” escampava les seves cendres on ja havien estat cremades els caps dels bovins i els cavalls, amb altres sacrificis animals. Es trencaven una sèrie de recipients amb beguda, i hi havia noves incineracions, les cendres de les quals es disseminaven en un mateix lloc; re realitzaven sacrificis d'animals i una sèrie d'objectes eren conduïts a “la Casa de Pedra”. A més es descendia la imatge des de la carretera i la hi portava a la tenda o carpa fúnebre. Es convocava al banquet fúnebre i es dedicaven libacions als déus i per l'ànima del difunt.
7. Dotzè i tretzè dia: Al matí es feia una nova ofrena a la imatge del difunt, un bou engreixat i set ovelles i també diverses ofrenes als déus. Els fetges dels animals sacrificats s'oferien al mort. Es treia la imatge en processó on hi tornava a haver lamentacions. Quan s'acabava la processó s'instal·lava la imatge sobre un tron d'or. Es feia un banquet fúnebre i ofrenes als ancestres, amb una cerimònia que consistia en beure tres vegades en honor de l'ànima del difunt, al que també s'oferia beguda. A la tercera vegada, rentaven la safata i les copes, en treien l'or i la plata i la portaven cap a “la Casa de Pedra”. S'oferia al difunt un vestit cerimonial de luxe i un recipient de ceràmica amb oli fi aromàtic, que col·locaven sobre la llar sagrada. Els oficiants trencaven les coses que hi havia dipositades sobre la safata, una copa de vi, un recipient de cervesa, i també es trenquen les copes de les libacions, mentre comencen de nou els laments. Al tretzè dia, se celebrava la “Cerimònia de la imitació” dels ocells lahanzana. S'elaboraven deu ocells lahanzana de fusta, i els adornaven amb plata. Cinc dels ocells tenien els caps adornats amb or. Uns altres deu els fabricaven amb llana i encara uns altres deu ocells elaborats amb massa isna. S'omplien dos recipients amb trossos de pa i formatge i es barrejaven diversos tipus de fruites i de fruita seca on hi lligaven els ocells. Es procedia a cremar la imatge del difunt juntament amb els ocells i l'or i la plata els portaven cap a la “Casa de Pedra” on ho cremaven. Una vegada més s'anunciava en veu alta: “Al [Banque]t (fúnebre) principal [del dia]!” i s'oferia pa als déus i als ancestres. Sobre la llar sagrada es feien més ofrenes i s'hi posava també formatge, pa i fruites. Col·locaven la imatge sobre un pilar en un tron adornat amb or a la "Casa de Pedra". Seguia una altra ofrena per l'ànima del difunt amb un bou i vuit ovelles, cuinaven els fetges i els cors, i els oferien a l'ànima del mort. Continuaven amb libacions per l'ànima del difunt. Es recitava una invocació: “Mira t'hem agafat de damunt dels teus “genolls” els pans de soldat! Per tant, mai més estiguis enfadat!, i que sigui favorable per als teus fills! Què la teva [reialesa] estigui assegurada pels (teus) nets [i besnéts]! Vine (i) que el teu [santuari] (sigui) venerat, i que les ofrenes et siguin propícies!. Els cambrers reals agafaven pa i fruita i ho situaven a terra davant del difunt. Per acabar portaven una corda impregnada amb oli fi aromàtic, i la tiraven dins de la llar sagrada.
8. L'últim dia no s'ha conservat.[7][2]

A més de la "Casa de pedra" el culte al rei mort comportava un cert manteniment per part dels supervisors. Es dedicaven terrenys especials dedicats a honorar el difunt, amb els ramats i el personal necessari, format per treballadors fixos, porters pastors, serfs domèstics i agricultors. L'entrada a la tomba del rei estava restringida als membres de la família reial més propera, i era la seva responsabilitat i la de l'hereu assegurar el manteniment del culte, cosa que significava al menys el sacrifici regular d'animals per la seva ànima.
El rei, i segurament també la seva família, tenia una vida al Més enllà plaent i tranquil·la, on tenia prats plens d'ovelles i cavalls. Els reis hitites adquirien la condició de déus quan es morien, encara que no s'incloïen al panteó diví, sinó que eren divinitats menors. S'esculpien estàtues en el seu honor i es col·locaven als temples dedicats als grans déus. Els esperits dels reis difunts podien ocupar aquelles estàtues i així podien seguir rebent homenatges i tributs de tots els seus súbdits, i no només dels seus familiars. El culte als avantpassats es donava en tots els estrats socials.